# Marie Mohr
Marie Mohr (* 20. April 1850 in Amsterdam) war eine deutsche Schriftstellerin und Übersetzerin.

## Leben
Sie war die älteste Tochter des Großkaufmannes Eduard Mohr, der auch als Schriftsteller hervorgetreten ist. Mit 16 Jahren kam sie in ein Pensionat in Genf. Nach Amsterdam zurückgekehrt besuchte sie die Akademie der bildenden Künste, um sich in der Bildhauerei auszubilden. Zur weiteren Ausbildung ging sie nach München. 1882 übernahm sie für drei Monate die Redaktion der von Leopold von Sacher-Masoch gegründeten internationalen Revue Auf der Höhe in Leipzig. Von dort zog sie zum Wohnsitz ihrer Familie nach Kreuznach. Nach dem Tode ihres Vaters zog sie 1892 nach München. Über ihr weiteres Leben und den Zeitpunkt ihres Todes ist nichts bekannt.

## Werke
- Die Unverantwortlichen. Trauerspiel in 4 Aufzügen. Sülpke, Amsterdam 1875. (Digitalisat)
- Natur und Gesellschaft. Schauspiel. Beyers, Utrecht 1878.
- Lonora Malaspina. Tragödie in 5 Aufzügen. Richter & Kappler, München 1881. (Digitalisat)
- Das moderne Holland. Skizzen und Umrisse aus dem Lande der Wasserbauten. Rosenbaum & Hart, Berlin 1888. (Digitalisat)
- Nirwâna. Zeitroman. Richter, Chemnitz 1890.
- Die Kommandantentochter von Mannheim. Historisches Trauerspiel. Damm, Dresden 1892. (Kein Exemplar nachweisbar)
- Die öffentliche Meinung. Ein Tagebuch. Roman. Richter, Chemnitz 1894.
- Nachklang. Ein Menschenschicksal. Gesammelte Gedichte. Wöpke, Leipzig 1900.

## Übersetzungen
- Rembrandts Heimat. Von Conrad Busken Huet. Übersetzung. 2 Bände. Weigel, Leipzig 1886–1887. (Digitalisat Band 1), (Band 2)